# Taraxacum ordinatum
Taraxacum ordinatum — вид квіткових рослин з родини айстрових (Asteraceae). Вид зростає в Європі: Нідерланди, Польща; це багаторічна рослина помірних біомів.